# BK Klosterneuburg
El BK Klosterneuburg Dukes es un club austríaco de baloncesto profesional de la ciudad de Klosterneuburg que compite en la Admiral Basketball Bundesliga, la máxima categoría del baloncesto en Austria. Disputa sus encuentros como local en el Happyland Klosterneuburg, con capacidad para 1000 espectadores.

## Historia
En 1952, el equipo fue fundado como parte de la asociación de fútbol del equipo Klosterneuburg SV. Después de numerosas fusiones, el equipo finalmente fue nombrado Klosterneuburg BC y en 1970, sube a la ÖBL, la primera división austriaca.
Los años 80 fueron los años dorados para el club. Ganaron su primer título nacional en 1978 y desde 1983 hasta el 1990 ganaron la ÖBL 8 veces seguidas.
En 2012, fueron el segundo equipo en la historia del baloncesto de Austria en ganar la "Tríple Corona"; se llevaron los tres trofeos importantes (Liga, Copa y Supercopa) ese año.

## Nombres
- BK Klosterneuburg (hasta 2000)
- BK Kalendenmacher (2000-2001)
- BK Look Dukes (2001-2002)
- BK Kalendermacher(2002-2005)
- Xion Dukes Klosterneuburg (2005-2013)
- yourgoody Dukes Klosterneuburg (2013-2015)
- BK Klosterneuburg Dukes (2015-)

## Resultados en la Liga Austríaca
| Temporada | División | Liga                          | Posición | Play-Offs        | Competición Europea |
| --------- | -------- | ----------------------------- | -------- | ---------------- | ------------------- |
| 2010–11   | 1        | Admiral Basketball Bundesliga | 5        | Cuartos de final | –                   |
| 2011–12   | 1        | Admiral Basketball Bundesliga | 2        | Campeones        | –                   |
| 2012–13   | 1        | Admiral Basketball Bundesliga | 1        | Semifinales      | –                   |
| 2013–14   | 1        | Admiral Basketball Bundesliga | 6        | Cuartos de final | –                   |
| 2014–15   | 1        | Admiral Basketball Bundesliga | 5        | Cuartos de final | -                   |
| 2015–16   | 1        | Admiral Basketball Bundesliga | 6        | -                | -                   |
| 2016–17   | 1        | Admiral Basketball Bundesliga | 9        | -                | -                   |
| 2017–18   | 1        | Admiral Basketball Bundesliga | 6        | -                | -                   |
| 2018–19   | 1        | Admiral Basketball Bundesliga | 4        | -                | -                   |
| 2019–20   | 1        | Admiral Basketball Bundesliga | 2        | -                | -                   |
| 2020–21   | 1        | Admiral Basketball Bundesliga | 3        | -                | -                   |
| 2021–22   | 1        | Admiral Basketball Bundesliga | 8        | -                | -                   |

## Palmarés
- Admiral Basketball Bundesliga
  - Campeón: 1978, 1983, 1984, 1985, 1986, 1987, 1988, 1989, 1990, 2012

- Copa de baloncesto de Austria
  - Campeón: 2013

- Supercopa de baloncesto de Austria
  - Campeón: 2012, 2013

## Jugadores destacados
| - Valentine Bauer - Christoph Greimeister - Moritz Lanegger - Anton Maresch - Christoph Nagler - Hannes Obermann - Kevin Payton - Jesse Seilern - Denis Soldo - Stjepan Stazic - Florian Trmal - Jasenko Elezovic - Muhamed Granic - Dejan Jeftic - Milan Marinkovic - Matthew Rachar - Zoran Helbich - Jurica Milicevic | - Marko Moric - Zeljko Palavra - Luka Topic - Leos Krejci - Tom Gustafsson - Georg Matyas - Gabor Sallay - Allen Conlan - Vejas Anaya - Amir Delalic - Damir Rajkovic - Curtis Bobb - Otis Brown - Randy Burns - Jason Chappell - Anwar Coleman - Melvin Creddle - Avery Curry | - Eric De Young - Bryan Edwards - Harold Jackson - Justin Johnson - Kevin Martin - Ronnie McMahan - Remon Nelson - Bobby Phillips - Barry Pierce - Michael Rembert - Spencer Rhynes - DeWayne Richardson - Darnell Scott - Sam Spann - Nick Stapleton - Greg Stephens - Mike Taylor - Craig Thames | - Damon Wade - Calvin Watson - Demetrius Williams - Chris Woods - Kevin Worley - Marquis Wright - Damir Hamidovic - Ramiz Suljanovic - Damir Zeleznik - Zdenek Kos - Martin Weissenboeck - Roman Kramer - Daniel Gemke - Nebojsa Kovacevic - Robert Renfroe - A.D.Smith - Danin Bryant - Zaki Ise Mohamed |